# Kristian Karlsson
Kristian Gunnar Karlsson (Trollhättan, 6 de agosto de 1991) é um mesa-tenista sueco.

## Carreira
Nascido em Trollhättan, Västra Götaland, Karlsson começou a jogar tênis de mesa no clube de sua cidade natal aos 8 anos. Ele permaneceu em Trollhättan até os 16 anos, posteriormente ele se mudou de casa para ir para o ensino médio. Durante seus anos de ensino médio, Karlsson tinha dez sessões de treinamento por semana. Em 2011, ele assinou com o Halmstad BTK e começou a subir na classificação rapidamente.
O ano de 2012 marcou seu primeiro sucesso sênior, ganhando a medalha de prata no Campeonato Europeu de Tênis de Mesa de 2012 em duplas masculinas. Suas atuações também atraíram o time da primeira divisão francesa AS Pontoise-Cergy TT e Karlsson acabou assinando com o clube em setembro de 2013. Ele venceu a Liga dos Campeões com o AS Pontoise-Cergy em 2014. Em 2016, Karlsson assinou com o principal clube alemão Borussia Düsseldorf. Depois de ficar em segundo lugar na Liga dos Campeões e vencer a Copa da Alemanha, Karlsson e o Borussia Düsseldorf conquistaram a tríplice coroa em 2018.
Nos Jogos Olímpicos de Verão de 2024, em Paris, conquistou a medalha de prata na disputa de equipes masculinas, ao lado de Anton Källberg e Truls Möregårdh.